# Manozilglicerat sintaza
Manozilglicerat sintaza (EC 2.4.1.269) je enzim sa sistematskim imenom GDP-manoza:D-glicerat 2-alfa-D-manoziltransferaza. Ovaj enzim katalizuje sledeću hemijsku reakciju
GDP-manoza + D-glicerat {\displaystyle \rightleftharpoons } GDP + 2-O-(alfa-D-manopiranozil)-D-glicerat
Rhoddrugemus marinus može takođe da formira manozilglicerat putem reakcije koja teče u dva koraka katalizovana enzimima EC 2.4.1.217 (manozil-3-fosfoglicerat sintaza) i EC 3.1.3.70 (manozil-3-fosfoglicerat fosfataza).

## Literatura
- Nicholas C. Price; Lewis Stevens (1999). Fundamentals of Enzymology: The Cell and Molecular Biology of Catalytic Proteins (Third изд.). USA: Oxford University Press. ISBN 019850229X.
- Eric J. Toone (2006). Advances in Enzymology and Related Areas of Molecular Biology, Protein Evolution (Volume 75 изд.). Wiley-Interscience. ISBN 0471205036.
- Branden C; Tooze J. Introduction to Protein Structure. New York, NY: Garland Publishing. ISBN 0-8153-2305-0.
- Irwin H. Segel. Enzyme Kinetics: Behavior and Analysis of Rapid Equilibrium and Steady-State Enzyme Systems (Book 44 изд.). Wiley Classics Library. ISBN 0471303097.

## Spoljašnje veze
- Mannosylglycerate+synthase на 